# Gilbert III de Lévis
Pour les articles homonymes, voir Lévis (homonymie).
Gilbert III de Lévis, mort en mai 1591 à La Voulte-sur-Rhône, est comte, puis premier duc de Ventadour et pair de France.

## Biographie
Il était le fils de Gilbert II de Lévis, comte de Ventadour, enfant d'honneur du Roi François Ier en 1524 et son panetier en 1531, et de Suzanne de Laire, dame de Cornillon.
Gentilhomme de la chambre du roi depuis 1555, il devient gouverneur du Limousin.
En 1568, la reine Catherine de Médicis le charge d'une mission diplomatique auprès du pape Pie V.
En 1575, durant les guerres de Religion, alors chef des protestants, il entre en conflit avec Louis de Pompadour, baron de Treignac et chef de la Ligue catholique.
Il appartient au parti des Malcontents.
Henri III le rallie à lui en le faisant chevalier de l'ordre du Saint-Esprit lors de la première promotion, en 1578, mais il ne fut pas reçu. La même année il est aussi nommé gouverneur du Lyonnais, Forez et Beaujolais
Son comté de Ventadour, à Moustier-Ventadour, dans le Limousin et l'actuel  département de la Corrèze, est érigé en duché, puis, en 1589, en duché-pairie.
Il est également l'héritier du château de Meyras (Ardèche), qui prend le nom de Ventadour.
En 1591, il préside à La Voulte, les Etats du Vivarais. À sa mort, la même année, il est inhumé dans la chapelle du château de La Voulte.

### Distinctions
- gentilhomme de la chambre du Roi (1555)
- chevalier des ordres du Roi (1578)

### Mariage et descendance
Il épouse en 1553 Catherine de Montmorency (1532 - 30 décembre 1624), l'une des douze enfants d'Anne de Montmorency, duc de Montmorency, connétable de France, Maréchal de France, pair de France, et de la princesse Madeleine de Savoie-Tende.
De ce mariage, sont issus deux enfants :
- Gilbert de Lévis, comte de La Voulte sur Rhône, mort avant 1591 ;
- Anne Louis de Lévis, 2e duc de Ventadour, comte de Pézenas, baron de La Voulte... lieutenant général du gouvernement de Languedoc, chevalier des ordres du Roi, mort le 8 décembre 1622, marié en 1593 avec Marguerite de Montmorency-Damville, sa cousine-germaine, dont postérité[3].